# Route Coloniale
Route Coloniale (kurz RC, deutsch Kolonialstraße) war die Bezeichnung der Fernstraßen in Französisch-Indochina. Es handelte sich dabei um Straßen, für deren Planung, Bau und Unterhalt nicht die einzelnen Landesteile, sondern die übergeordnete Verwaltung (Amt des Generalgouverneurs) zuständig war und deren Kosten somit aus dem Gesamthaushalt Indochinas beglichen wurden.
Außerhalb Indochinas gab es Routes Coloniales im französischen Kolonialreich auch noch in Guadeloupe, Guyana, Martinique, Neukaledonien und Polynesien – allerdings deutlich kürzer und weniger bedeutend.

## Straßenbau in Indochina
In Französisch-Indochina begann der Bau überregionaler Straßen erst zur Zeit des Ersten Weltkrieges. Zuvor sahen die Planungen der Kolonialbehörden vor, den gesamten Fernverkehr über Eisenbahn und Schifffahrt abzuwickeln. Im Jahr 1913 wurden erstmals Gelder für den Straßenbau bewilligt. Ab 1918 wurde die Entwicklung des Fernstraßennetzes schnell vorangetrieben, nachdem die Erfahrungen des Weltkrieges und der technische Fortschritt zu einem Umdenken der Kolonialverwaltung geführt hatte. Diese Neuausrichtung des kolonialen Verkehrskonzepts ging zulasten der Eisenbahn, deren Netz von nun an nur noch schleppend erweitert wurde, sowie der lokalen Schifffahrtsunternehmer.

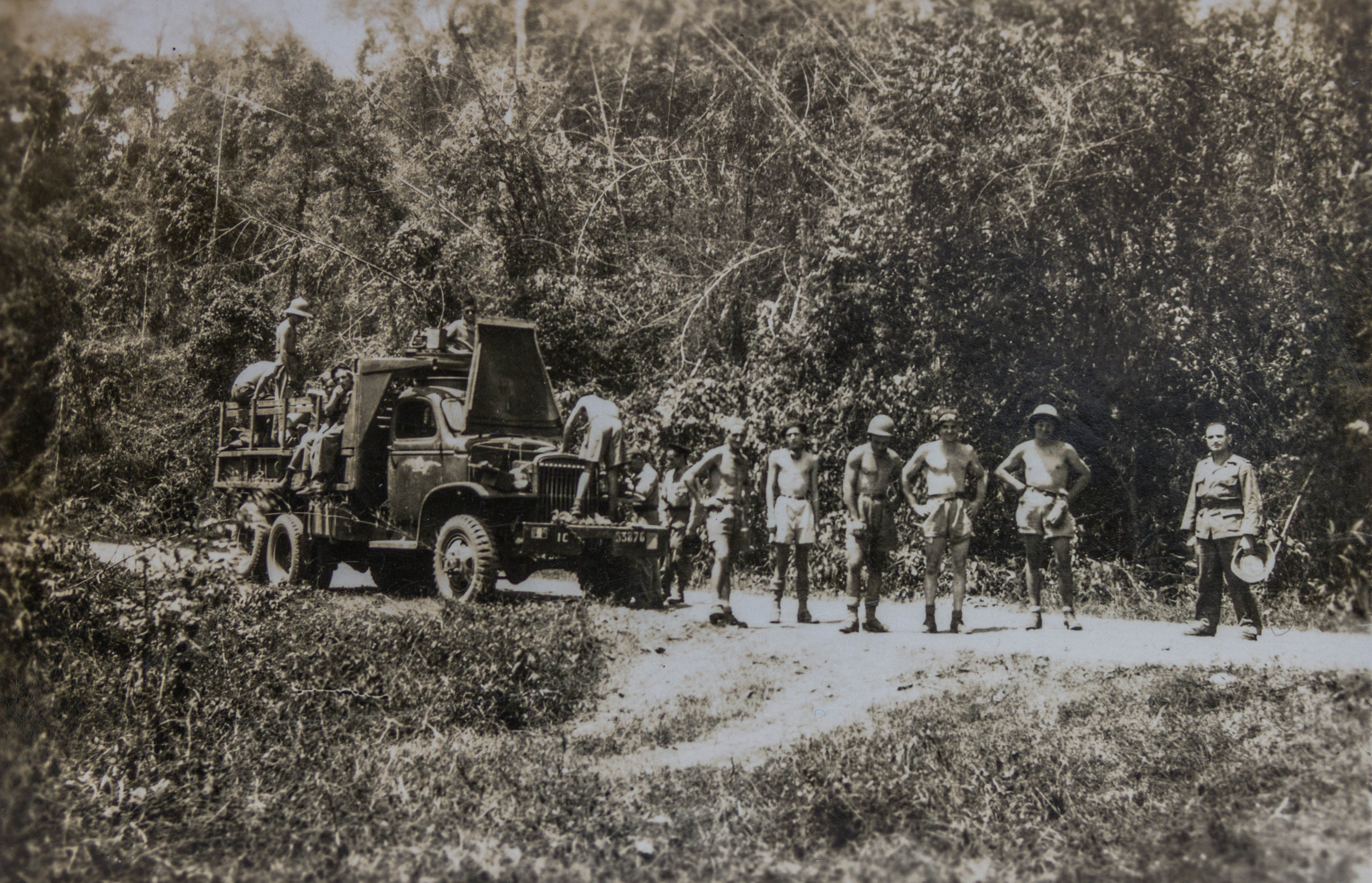
Französische Soldaten während des Indochinakrieges auf der Straße von Saigon nach Dalat, vermutlich die Route Coloniale 20.

Am Vorabend des Zweiten Weltkrieges zählte das Straßennetz in Indochina zu den besten in Ost- und Südostasien. Verglichen mit Westeuropa war allerdings der Ausbauzustand insgesamt schlecht. Viele ambitionierte Verbindungen waren nie realisiert worden; insbesondere gab es keine einzige ausgebaute Straßenverbindung in Nordlaos und Nordwestvietnam. Auch die Qualität der bestehenden Routen war häufig äußerst dürftig, und während der Regenzeit waren auch viele eigentlich ausgebaute Straßen kaum befahrbar. Im Jahr 1939 besaß Indochina etwa 36.000 Kilometer Straße, davon waren 9000 Kilometer als Routes coloniales klassifizierte Fernstraßen. Die übrigen Straßen unterstanden hingegen als Routes locales den Behörden der einzelnen Landesteile (Annam, Cochinchina, Tonkin, Kambodscha, Laos), wobei sich der Großteil der gebauten Straßenkilometer auf die Ballungsräume Hanoi und Saigon konzentrierte.
Bei den gut ausgebauten Straßen handelte es sich um Routes empierrées, also Straßen mit Kiesbelag in Makadam-Bauweise (meist teergebundener Makadam). Ab den 1930er-Jahren kamen um die Ballungsräume auch Asphaltstraßen auf. Im Jahr 1939 lag der Anteil befestigter Fernstraßen (Makadam und Asphalt) bereits bei über 50 %. Die befestigten Straßen hatten eine Breite von 5 bis 6 Meter im Flachland und 4 bis 4,5 Meter im Bergland. Brücken waren 2,5 bis 3 Meter breit und besaßen nur eine Fahrspur. Als Steinmaterial für den Straßenuntergrund wurde hauptsächlich das genutzt, was vor Ort verfügbar war, also Kalkstein im zentralen und südlichen Tonkin (Großraum Hanoi) und Laterit in Cochinchina (Saigon). Da allerdings beide Gesteinsarten relativ weich und wenig witterungsbeständig waren, wurden zumindest die Hauptverkehrsadern der Städte mit importiertem Gestein wie Granit und Quarzit verstärkt. Teilweise wurden Straßen im ländlichen Cochinchina aufgrund von Materialmangel auch ganz ohne Unterbau erbaut, das heißt der Teer-Makadam-Fahrbahnbelag wurde ohne Steinfundament verlegt.
Die schlechter ausgebauten Straßen wurde in drei Kategorien eingeteilt: Routes terrassées („Terrassierte Straßen“) waren dammähnlich aufgeschüttete Straßen ohne versiegelten Fahrbahnbelag und hauptsächlich im Bergland und in Sümpfen zu finden. Routes non cylindrées waren primitive Straßen bedeckt mit grober, nicht zerkleinerter Gesteinskörnung. Schließlich gab es auch noch völlig unbefestigte saisonale Pfade, die lediglich während der absoluten Trockenzeit befahren werden konnten. Brücken solcher Straßen waren üblicherweise nur einfachste Konstruktionen aus Holz und Bambus.
Die bekannteste Route Coloniale war zweifellos die aus militärstrategischen Erwägungen entlang der chinesischen Grenze errichtete Route Coloniale 4. Obwohl sie niemals ganz fertiggestellt wurde, war sie während des Indochinakrieges heftig umkämpft. Der Sieg der Việt Minh in der Schlacht an der Route Coloniale 4 im Herbst 1950 gilt als Wendepunkt des Krieges, da von nun an die Franzosen in die Defensive gerieten.
Nach der Unabhängigkeit von Vietnam, Kambodscha und Laos wurden aus den Kolonialstraßen die Nationalstraßen der drei Länder. Während in Vietnam und Laos die französische Nummerierung größtenteils bis heute übernommen wurde, wurden die Fernstraßen in Kambodscha neu durchnummeriert.

## Liste derRoutes Coloniales
| Nummer                          | Verlauf (geplant) | heutige Nationalstraßen |
| ------------------------------- | --- | ----------------------- |
| RC 1 (Route Mandarine)          | Poipet – Sisophon – Battambang – Phnom Penh – Saïgon – Phan Thiết – Phan Rang – Quy Nhơn – Quảng Ngãi – Tourane – Huế – Đông Hà – Vinh – Thanh Hóa – Hanoï – Bắc Ninh – Lạng Sơn | 5, 1, 22, 1             |
| RC 1Bis                         | Sisophon – Siem Reap – Phnom Penh | 6                       |
| RC 2                            | Hanoï – Tuyên Quang – Hà Giang | 2                       |
| RC 3                            | Hanoï – Thái Nguyên – Cao Bằng | 3                       |
| RC 4                            | Móng Cái – Lạng Sơn – Cao Bằng (– Hà Giang) – Lào Cai – Sa Pa (– Lai Châu – Điện Biên Phủ – Luang Prabang)                                                                       | 4A, 4B, 4C, 4D, 4E, 34  |
| RC 5                            | Hanoï – Hải Dương – Hải Phòng | 5                       |
| RC 6                            | Hanoï – Hòa Bình – Sam Neua (– Luang Prabang) | 6, 6                    |
| RC 7 (Route de la Reine Astrid) | Vinh – Phonsavan – Luang Prabang | 7, 7                    |
| RC 8                            | Vinh – Vieng Kham – Thakhek | 8, 8                    |
| RC 9                            | Đông Hà – Savannakhet | 9, 9                    |
| RC 10                           | Paksé – Chong Mek | 16W                     |
| RC 11                           | Phan Rang – Dalat | 27                      |
| RC 12                           | Phan Thiết – Dalat | 28                      |
| RC 13 (Route René Robin)        | Saïgon – Chơn Thành – Kratie – Stung Treng – Paksé – Savannakhet – Thakhek – Vientiane – Luang Prabang                                                                           | 13, 7, 13               |
| RC 14                           | Chơn Thành – Đồng Xoài – Gia Nghĩa – Buôn Ma Thuột – Pleiku – Kon Tum – Tourane                                                                                                  | 14                      |
| RC 15                           | Biên Hòa – Bà Rịa – Cap Saint-Jacques | 15, 51                  |
| RC 16                           | Saïgon – Mỹ Tho – Vĩnh Long – Cần Thơ – Bạc Liêu | 1                       |
| RC 17                           | Phnom Penh – Kampot – Kep – Hà Tiên | 3                       |
| RC 18                           | Bắc Ninh – Hạ Long – Móng Cái | 18                      |
| RC 19                           | Quy Nhơn – An Khê – Pleiku | 19                      |
| RC 20                           | Saïgon – Bảo Lộc – Dalat | 20                      |
| RC 21                           | Sơn Tây – Nam Định | 21                      |
| RC 22                           | Saïgon – Tây Ninh – Kampong Cham | 22B, 7                  |
| RC 23                           | Muang Phin – Saravan | 23                      |